# Angst essen Seele auf
Angst essen Seele auf (lit. "La por devora l'ànima") és una pel·lícula alemanya de Rainer Werner Fassbinder estrenada el 1974.

## Argument
A l'Alemanya de la dècada del 1970, un immigrant marroquí i una vídua alemanya d'una certa edat s'enamoren l'un de l'altre. Viuen junts durant algun temps, després s'acaben casant per regularitzar la seva situació. Són en tot cas víctimes de les gelosies de tots els que els envolten i del racisme en una Alemanya molt comunitària. Aquesta situació millora malgrat tot amb el temps, però altres problemes al si de la parella els esperen.

## Repartiment
- Brigitte Mira: Emmi Kurowski
- El Hedi ben Salem: Ali
- Barbara Valentin: Barbara
- Irm Hermann: Krista
- Elma Karlowa: Melle Kargus
- Anita Bucher: Melle Ellis
- Gusti Kreissl: Paula
- Doris Mattes: Melle Angermeyer
- Margit Symo: Hedwig
- Katharina Herberg: noia del bar
- Lilo Pempeit: Melle Munchmeyer
- Peter Gauhe: Bruno
- Marquard Bohm: Gruber
- Walter Sedlmayr: Angermayer
- Hannes Gromball: cambrer

## Comentaris
Rainer Werner Fassbinder fa una transposició del melodrama de Douglas Sirk,  Tot el que el cel permet  a l'Alemanya de la dècada del 1970. La parella mixta, que uneix aquí un marroquí i una alemanya vint anys més gran, s'enfronta al racisme de l'immigrant «cap de turc» que tracta sovint el cineasta alemany.

## Premis i nominacions

### Premis
- 1974 premi FIPRESCI al Festival Internacional de Cinema de Canes per Rainer Werner Fassbinder
- Premi del Jurat (Festival de Canes) per Rainer Werner Fassbinder

### Nominacions
- Palma d'Or al Festival Internacional de Cinema de Canes per Rainer Werner Fassbinder